# Sylvanian Families
Sylvanian Families (シルバニアファミリー, Shirubania Famirī) és una línia de figuretes d'animals antropomòrfics col·leccionables fetes de plàstic flocat. Van ser creades per l'empresa de jocs japonesa Epoch el 1985 i distribuïdes a tot el món per diverses empreses.

## Mitjans

### Animació
Hi ha diverses sèries d'animació basades en el món de Sylvanian Families: Sylvanian Families, una sèrie sindicada que es va estrenar l'any 1987; Stories of the Sylvanian Families (1988), sèrie britànica animada en stop-motion; i una sèrie OVA del 2007 també anomenada Sylvanian Families. Després es va produir una nova OVA el 2015 i una altra el 2017, promovent la subtrama del poble de les Sylvanian Families. Tots dues OVA van ser produïts per Shogakukan Music i Digital Entertainment i també es van publicar fora del Japó a través de YouTube i Netflix.
El 2017, Shogakukan Music i Digital Entertainment també va produir una sèrie de curts animats de 12 episodis titulada Sylvanian Families Mini Stories i es va emetre a TV Tokyo al Japó del 7 d'octubre al 23 de desembre. Una segona temporada es va emetre a Tokyo MX i TV Kanagawa al Japó del 3 d'octubre al 19 de desembre de 2018. El 3 d'octubre de 2019 se'n va estrenar una tercera temporada. Netflix va disposar dels drets de reproducció de la primera temporada de la sèrie, mentre que Amazon tenia els drets de la segona temporada.
El 23 de novembre de 2023 es va estrenar una adaptació cinematogràfica produïda per Frebari titulada Sylvanian Families la pel·lícula: el regal de la Freya (劇場版 シルバニアファミリー フレアからのおくりもの, Gekijōban Shirubania Famirī Furea kara no okuri mono). La pel·lícula és dirigida per Kazuya Konaka amb Hirotoshi Kobayashi com a guionista i Jun Ichikawa com a compositor de la banda sonora. El doblatge català d'aquest film es va estrenar el 7 de juny de 2024.
El 6 de juliol del 2023, també es va emetre un anime de 13 episodis, titulat Sylvanian Families Freya no Go for Dream! (シルバニアファミリー フレアのゴー・フォー・ドリーム！) al canal Tokyo MX. Dirigida per Hinata Takano i Kaito Iwata, la sèrie està escrita per Uiko Miura amb Rika Kihara i Mika Tanii, i la música està composta per Yuichi "Masa" Nonaka.

### Videojocs
A part de la sèrie d'animació, la sèrie també va generar set videojocs, tots produïts per Epoch.
- Sylvanian Families: Otogi no Kuni no Pendant (シルバニアファミリー おとぎの国のペンダント) (Game Boy Color)
- Sylvanian Melodies ~Mori no Nakama to Odori Masho!~ (シルバニアメロディー ～森のなかまと踊りましょ!～) (Game Boy Color)
- Sylvanian Families 2: Irozuku Mori no Fantasy (シルバニアファミリー2 色づく森のファンタジー) (Game Boy Color)
- Sylvanian Families 3: Hoshifuru Yoru no Sunadokei (シルバニアファミリー3 星ふる夜のすなどけい) (Game Boy Color)
- Sylvanian Families 4: Meguru Kisetsu no Tapestry (シルバニアファミリー4 めぐる季節のタペストリー) (Game Boy Advance)
- Sylvanian Families: Yosei no Stick to Fushigi no Ki Maron Inu no Onnanoko (シルバニアファミリー 妖精のステッキとふしぎの木 マロン犬の女の子) (Game Boy Advance)
- Sylvanian Families: Fashion Designer ni Naritai! Kurumi Risu no Onnanoko (シルバニアファミリー ファッションデザイナーになりたい! くるみリスの女の子) (Game Boy Advance)
- Sylvanian Families: SylvanianFestival (シルバニアファミリー シルバニアフェスティバル) (Windows 98)
- Sylvanian Families: Mori no Nakama to Tanoshii o-Tanjoubikai (シルバニアファミリー もりのなかまと たのしいおたんじょびかい) (Sega Pico)